# Urgell
Pour les articles homonymes, voir Urgell (homonymie).
L’Urgell (officiellement en catalan, en castillan Urgel, en occitan Urgèl) est une comarque de Catalogne (Espagne) dont la capitale et commune la plus peuplée est Tàrrega.
« Urgell » est aussi le nom d'un comté carolingien qui avait comme capitale Castellciutat (et en une dernière étape, depuis 1105, Balaguer) mais dont le noyau central était La Seu d'Urgell (commune faisant actuellement partie de l'Alt Urgell).
Les comtes ou vicomtes d'Urgell sont mentionnés pour la première fois en 981 ; ils deviennent maîtres de la vallée de Castelbon, dont ils prendront le nom en 1126.

## Carte
| Anoia Bages Segarra Solsonès Conca de · Barberà Moianès Osona Berguedà Basse · Cerdagne Alt · Urgell Pallars · Sobirà Val d'Aran Alta · Ribagorça Pallars · Jussà Noguera Urgell Pla · d'Urgell Segrià Garrigues Alt · Penedès Baix · Llobregat Barcelonès Vallès · Occidental Maresme Vallès · Oriental Ripollès Garrotxa Alt Empordà Pla de · l'Estany Gironès Selva Baix · Empordà Garraf Baix · Penedès Tarragonès Alt · Camp Baix · Camp Priorat Ribera · d'Ebre Terra · Alta Baix Ebre MontsiàFrance Pyrénées-Orientales Ariège Haute · Garonne Andorre Aragon Communauté valencienneMer Méditerranée |

## Municipalités
La comarque d'Urgell comprend les municipalités suivantes :
| Nom                    | Habitants |
| ---------------------- | --------- |
| Agramunt               | 5 439     |
| Anglesola              | 1 307     |
| Belianes               | 615       |
| Bellpuig               | 4 755     |
| Castellserà            | 1 118     |
| Ciutadilla             | 235       |
| la Fuliola             | 1 241     |
| Guimerà                | 360       |
| Maldà                  | 293       |
| Nalec                  | 90        |
| els Omells de na Gaia  | 161       |
| Ossó de Sió            | 225       |
| Preixana               | 427       |
| Puigverd d'Agramunt    | 260       |
| Sant Martí de Riucorb  | 704       |
| Tàrrega                | 16 131    |
| Tornabous              | 822       |
| Vallbona de les Monges | 256       |
| Verdú                  | 1 014     |
| Vilagrassa             | 463       |